# 1767 w literaturze
Wydarzenia literackie w 1767 roku.

## nowe książki

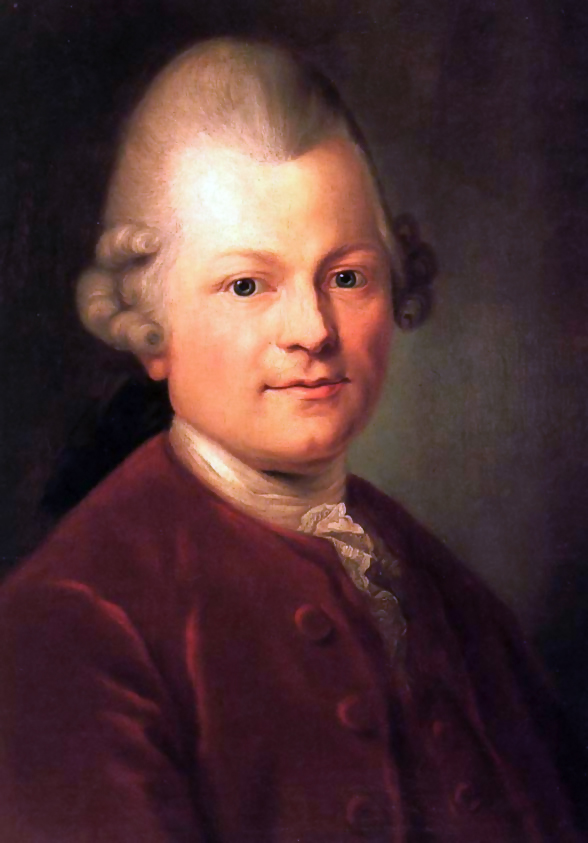
Gotthold Ephraim Lessing

- Gotthold Lessing Minna von Barnhelm